# 石志傑
石志傑（英語：James C. Shyr，1962年10月30日—）是一名美籍华裔汽車設計師，曾在中國為美國通用汽車公司設計別克型汽車。
2001年，他成为通用汽车（GM）历史上首位从北美派驻中国的高管。负责指导创建专属中国市场的设计战略，参与制定全球设计战略，并为大中华区制定中、长期的设计概念和产品规划。
2008年起,他擔任台灣裕隆集團之子公司-華創車電(HAITEC)設計中心的資深副總經理，負責執行裕隆集團全球納智捷品牌下所有細分市場車型的整車造型設計。
2018年正式加盟華人運通技術有限公司成為聯合創始人，並出任首席設計官及(Chief Design Officer)，负责设计工作室及产品战略的监督。

## 生平
石志傑在他的父親石榮顯於日本東京大學研讀博士位時出生於東京。從自家的轎車和當時蓬勃發展的日本汽車環境，啟發了他早期對汽車興趣。年幼的志傑和他的家人後來搬回台灣，並在台灣完成國小和國中的教育。
1977年，舉家移民到美國，石志傑就讀位於美國加利福尼亞州聖貝納迪諾郡的聖戈爾尼奧高中(San Gorgonio High School)。高中畢業後，輾轉就讀了幾間大專院校，嘗試朝汽車專業領域發展。1987年，在他的高中製圖老師Mr. Uhl,和他的朋友Robert Gibson的建議下，石志傑就讀位於加利福尼亞州帕薩迪納的藝術中心設計學院(Art Center College of Design)，並於1991年畢業，取得交通設計的交通設計的理科學士學位。

## 事業
石志傑在法國雪鐵龍汽車公司（即後來廣為人知的標緻雪鐵龍汽車）開啟了職業生涯，後續相繼在豐田北美公司，上海通用和日產台灣公司任職。
他在法國巴黎市郊韋利濟的雪鐵龍汽車公司造型設計中心，由當時擔任總監的亞瑟·布萊克斯利提攜他從實習生到設計師職位，開啟了他的汽車生涯。後來，他又回到美國擔任豐田汽車工業設計中心設計師。
1993年，他在台灣的裕隆日產汽車公司負責設計日產品牌於東協區域銷售的汽車。1998年，他成為裕隆日產設計中心(YATC, Yulon Asia Technical Center)東協-ASEAN的設計總監。2000年，他並為代表日產東協設計為日產全球設計戰略委員會的一員。
2001年，石志傑被任命為美國通用汽車公司（GM）位於中國上海的泛亞汽車技術中心的設計總監，負責通用汽車亞太區業務的中國區域，在那裡他負責所有通用汽車公司在大中國地區品牌的車型設計，如別克、雪佛蘭,和凱迪拉克(cadillac)。
在通用汽車（GM）任職期間，石志傑深入參與品牌形象管理和公司產品策略制定，期間他分別於2005年設計了初代別克君越，2007年設計了凱迪拉克SLS，2010年設計了二代別克君越以及通用其他品牌的很多車型。他幫助設計了君越兩代車型，也以此幫助創建了別克2008年及之後的設計語言。之後石志傑負責監督“雙掠峰”的關鍵造型元素，“雙掠峰”作為別克的標誌性車身腰線設計，一直被別克沿用至今，也為二代GL8（在中國被稱為“陸上公務艙”）奠定了基礎。同時他也監督了運動款別克未來概念車設計，對別克設計語言有着重大影響。
2001年至2007年，作为通用“全球设计领导委员会”的八名成员之一，石志杰亦是在上海泛亚汽车技术中心有限公司任期最长的设计总监。
2001年，石志杰从位于密歇根沃伦的通用全球设计中心被派驻上海泛亚汽车技术有限公司，隶属于通用汽车亚太业务，直接负责通用大中华区别克，雪佛莱和凯迪拉克品牌车型的所有设计。石志杰的领导影响了通用2002年至2011年的所有车型，主要为中国市场，虽然有部分车型是北美市场或世界其他区域，距今为止，上路的车辆已经超过一千万辆。
2003至2007年期间，石志杰也是通用全球设计领导委员会的八个主要成员之一，该委员会为通用汽车全球最高的设计决策委员会。作为通用上海泛亚汽车技术中心至今为止任期最长的设计总监（2001至2007年，通用公司在中国起步期间），石志杰在奠定通用汽车在中国的产品和设计能力基础方面发挥了关键作用。中国是全球最大的汽车市场，也是通用汽车全球最重要的海外收入来源之一。
任职泛亚期间，石志杰主导了多个独特的概念车设计，值得注意的是，鲲鹏作为首辆在中国设计的概念车，参加了2003年的上海车展和底特律北美国际汽车展。在上海、底特律、芝加哥车展展出的别克未来概念车，以其“传奇的”名字命名。别克未来传承了北美传统，是有史以来首次在中国从零开始设计的展车。该车也被评为“中国汽车发展史上十大最重要的设计”之一。
另外值得一提的是，石志杰曾担任裕隆集团下纳智捷品牌的设计副总裁。2000年，石志杰作为ASEAN代表，被选为日产全球设计战略委员会成员。
他的影響拓及通用汽車在中國從2002至2011的所有車型，也包刮一些北美和世界其他地區的車型，至今已有超過5百萬輛他所設計的汽車在路上行駛。在2003年至2007年期間，石志傑並任命為通用 「全球設計領導委員會(GDLT)委員」，為通用汽車公司全球最高設計決策委員會8人小組之一成員。至今他還是通用泛亞汽車技術中心任期最久的設計總監。從2001至2007年，也就是GM在中國開始蓬勃發展的前幾年，石志傑在那期間發揮了關鍵的作用，奠定了今天通用汽車在中國的產品和設計能量的基礎，至今中國不僅是全世界最大的汽車市場更是美國通用汽車全球最重要的海外收入來源之一。

### 顯著設計成就

#### 高合 HiPhi
- 高合HiPhi 1 - 2019量產定型車

#### 納智捷
- 納智捷U5 - 2017～至今及派生車型
- 納智捷S3 (锐3)- 2016～至今及派生車型
- 納智捷S5 (纳5)- 2012～至今及派生車型
- 納智捷U6 (优6)- 2014～至今及派生車型

#### 別克
- 別克GL8 - 2011車型(Buick GL8,2011)
- 別克英朗GT - 2010車型(Buick Excelle GT/Buick Verano,2010)
- 別克新君越 - 2010年車型(New Buick Lacrosse,2010)
- 別克林蔭大道 - 2007年車型(Buick Park Avenue,2007)
- 別克君越 - 2007年車型(Buick Lacrosse,2007)
- 別克 陸尊 - 2005年車型(Buick GL-8 Firstland,2005)

#### 凱迪拉克
- 凱迪拉克 賽威 - 2007年車型(Cadillac SLS,2007)

#### 雪佛蘭
- 雪佛蘭新賽歐 - 2010年車型(Chevrolet New Sail,2010)
- 雪佛蘭 五菱鴻圖 - 2006年車型(Wuling N200,2006)
- 雪佛蘭賽歐 - 2003年車型(Chevrolet Sail,2003)

### 概念車
- 華人運通 Concept U - Ultimate Mobility (2019)
- 華人運通 Concept H - Hyper-velocity (2018)
- 華人運通 Concept A - Active Agility (2018)
- 納智捷 Neora(2011上海車展)[23][24]
- 別克 未來 Riviera(2007上海車展，2008底特律和芝加哥車展)[25][26]
- 通用汽車汎亞技術中心 暢意 ALA.s(2005上海車展)[27][28][29][30]
- 通用汽車汎亞技術中心 鯤鵬 Kun Peng(2003年上海車展和底特律車展，米其林汽車設計挑戰賽)[31]

## 家庭
石志傑現在與吳娟娟女士結婚。從前段婚姻他有兩個兒子，汪振雄(Michael Wong)（生於1983年）和石明正(Alexander Shyr)（生於1988年）